# ワーキン
| 専門評論家によるレビュー            | 専門評論家によるレビュー |
| レビュー・スコア                    | レビュー・スコア         |
| 出典                                | 評価                     |
| ----------------------------------- | ------------------------ |
| All About Jazz                      | favorable                |
| AllMusic                            | [ 2 ]                    |
| Down Beat                           | [ 3 ]                    |
| The Rolling Stone Album Guide       | [ 4 ]                    |
| The Rolling Stone Jazz Record Guide | [ 5 ]                    |
| Tom Hull                            | A–                       |

『ワーキン』(Workin' with the Miles Davis Quintet) は、マイルス・デイヴィス・クインテットのスタジオ・アルバムで、1956年に録音され、1960年1月ころにリリースされた。1956年5月11日と10月26日の2回のセッションから、合わせて4枚のアルバム、すなわち本作と、『リラクシン (Relaxin' with the Miles Davis Quintet)』、『スティーミン (Steamin' with the Miles Davis Quintet)』、『クッキン (Cookin' with the Miles Davis Quintet)』が制作された。
トラック2は、デイヴィスのためにエディ・ヴィンソンが書いた曲である（en:Blue Haze 参照）。「トレーンズ・ブルース」（別名、Vierd Blues は、ブルーノート・レコードの創業に関わったフランシス・ウルフがひどい訛りでこの曲に言及したことを婉曲に表している）は、デイヴィスにクレジットされているが、実際にはジョン・コルトレーンが書いたものである（元々の曲名は「John Paul Jones」といいベース奏者ポール・チェンバースがリーダーとなっておこなわれた以前のセッションで取り上げられた：テーマの終わり近くで、コルトレーンとデイヴィスは、チャーリー・パーカーの「The Hymn」の断片を演奏している）。

## 背景
1955年、スターの座に上ったデイヴィスは新しいクインテットを組み、サックス奏者ジョン・コルトレーン、ピアニストのレッド・ガーランド、ベーシストのポール・チェンバース、ドラマーのフィリー・ジョー・ジョーンズがメンバーとなった。契約上の義務を果たすため、デイヴィスはこのクインテットとともに、自発的に選んだ長めの楽曲を取り上げ、そこから4枚のアルバムが制作された。すなわち本作『ワーキン』のほか、『クッキン』、『リラクシン』、『スティーミン』である。

## トラックリスト
Prestige – LP 7166:
| #  | タイトル                                                                    | 作詞                   | 作曲・編曲             | 時間 |
| -- | --------------------------------------------------------------------------- | ---------------------- | ---------------------- | ---- |
| 1. | 「イット・ネヴァー・エンタード・マイ・マインド (It Never Entered My Mind)」 | リチャード・ロジャース | リチャード・ロジャース | 5:26 |
| 2. | 「フォア (Four)」                                                           | エディ・ヴィンソン     | エディ・ヴィンソン     | 7:15 |
| 3. | 「イン・ユア・オウン・スウィート・ウェイ (In Your Own Sweet Way)」          | デイヴ・ブルーベック   | デイヴ・ブルーベック   | 5:45 |
| 4. | 「ザ・テーマ（テイク1）(The Theme (Take 1))」                               | マイルス・デイヴィス   | マイルス・デイヴィス   | 2:01 |

| #         | タイトル                                                       | 作詞                 | 作曲・編曲           | 時間 |
| --------- | -------------------------------------------------------------- | -------------------- | -------------------- | ---- |
| 1.        | 「トレーンズ・ブルース (Trane's Blues)」(a.k.a. "Vierd Blues") | ジョン・コルトレーン | ジョン・コルトレーン | 8:35 |
| 2.        | 「アーマッズ・ブルース (Ahmad's Blues)」                       | アーマッド・ジャマル | アーマッド・ジャマル | 7:26 |
| 3.        | 「ハーフ・ネルソン (Half Nelson)」                             | マイルス・デイヴィス | マイルス・デイヴィス | 4:48 |
| 4.        | 「ザ・テーマ（テイク2）(The Theme (Take 2))」                  | マイルス・デイヴィス | マイルス・デイヴィス | 1:03 |
| 合計時間: | 合計時間:                                                      | 41:59                |                      |      |

1956年5月11日録音。「ハーフ・ネルソン」のみ、10月26日録音。

## パーソネル
- マイルス・デイヴィス – トランペット
- ジョン・コルトレーン – テナー・サックス (except 1)
- レッド・ガーランド – ピアノ
- ポール・チェンバース – ベース、チェロ[要出典]
- フィリー・ジョー・ジョーンズ – ドラムス